# Мам'ярово
Мам'я́рово (рос. Мамьярово, марій. Мамъярсола) — присілок у складі Медведевського району Марій Ел, Росія. Входить до складу Кузнецовського сільського поселення.

## Населення
Населення — 64 особи (2010; 47 у 2002).
Національний склад (станом на 2002 рік):
- лучні марійці — 87 %